# 헬 게이트 다리

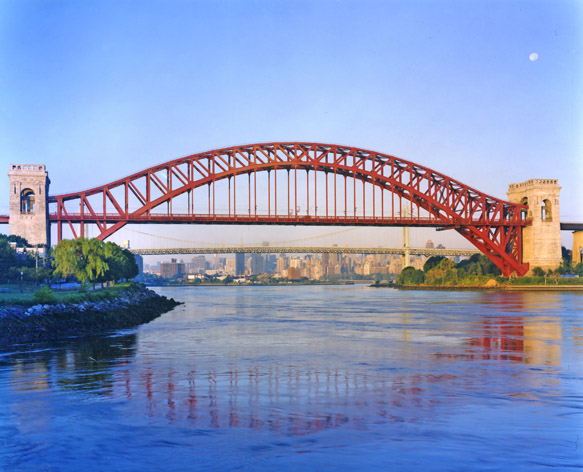
헬 게이트 다리

헬 게이트 다리(Hell Gate Bridge)는 뉴욕의 이스트 강에 가설된 철도교로, 길이는 310m이다. 퀸스와 브롱크스를 잇는다.